# Porsche Tennis Grand Prix 2010
Il Porsche Tennis Grand Prix 2010 è stato un torneo di tennis giocato sulla terra rossa indoor. È stata la 33ª edizione del Porsche Tennis Grand Prix, che fa parte della categoria Premier nell'ambito del WTA Tour 2010. Si è giocato nella Porsche Arena di Stoccarda in Germania dal 24 aprile al 2 maggio 2010.

## Partecipanti

### Teste di serie
| Giocatrice          | Nazionalità | Ranking* | Testa di serie |
| ------------------- | ----------- | -------- | -------------- |
| Caroline Wozniacki  | Danimarca   | 2        | 1              |
| Dinara Safina       | Russia      | 3        | 2              |
| Svetlana Kuznecova  | Russia      | 5        | 3              |
| Jelena Janković     | Serbia      | 7        | 4              |
| Agnieszka Radwańska | Polonia     | 8        | 5              |
| Viktoryja Azaranka  | Bielorussia | 9        | 6              |
| Samantha Stosur     | Australia   | 10       | 7              |
| Yanina Wickmayer    | Belgio      | 12       | 8              |

- Ranking al 19 aprile 2010.

### Altre partecipanti
Giocatrici che hanno ricevuto una Wild card:
- Julia Görges
- Justine Henin
- Samantha Stosur

Giocatrici passate dalle qualificazioni:
- Margalita Chakhnašvili (Lucky Loser)
- Anna Lapuščenkova
- Cvetana Pironkova
- Tat'jana Puček
- Selima Sfar

## Campionesse

### Singolare
Justine Henin ha battuto in finale  Samantha Stosur con il punteggio di 6–4, 2–6, 6–1
- Per la tennista belga si tratta del primo titolo dell'anno, del 42° in carriera e del secondo nel torneo dopo la vittoria del 2007.

### Doppio
Gisela Dulko /  Flavia Pennetta hanno battuto in finale  Květa Peschke /  Katarina Srebotnik con il punteggio di 3–6, 7–6(3), [10–5].